# George Potra
George Potra (n. 1907, Săcuieu, Cluj – d. 1990, București) a fost un istoric al Bucureștiului, tatăl istoricului George G. Potra, „titulescologul”. S-a născut în 1907 în Săcuieu, județul Cluj, dar în 1911 familia s-a mutat în București, unde tatăl său practica meseria de geamgiu.
La Liceul Matei Basarab, unde a studiat, i-a avut colegi pe Constantin Noica și pe Barbu Brezianu.
Principala sa lucrare este „Bucureștii de ieri” –  în 2 volume, publicată în martie 1990. 
Alte lucrări: 
- Contribuțiuni la istoricul țiganilor din România
- Hanurile bucureștene.